# Штутенкерль

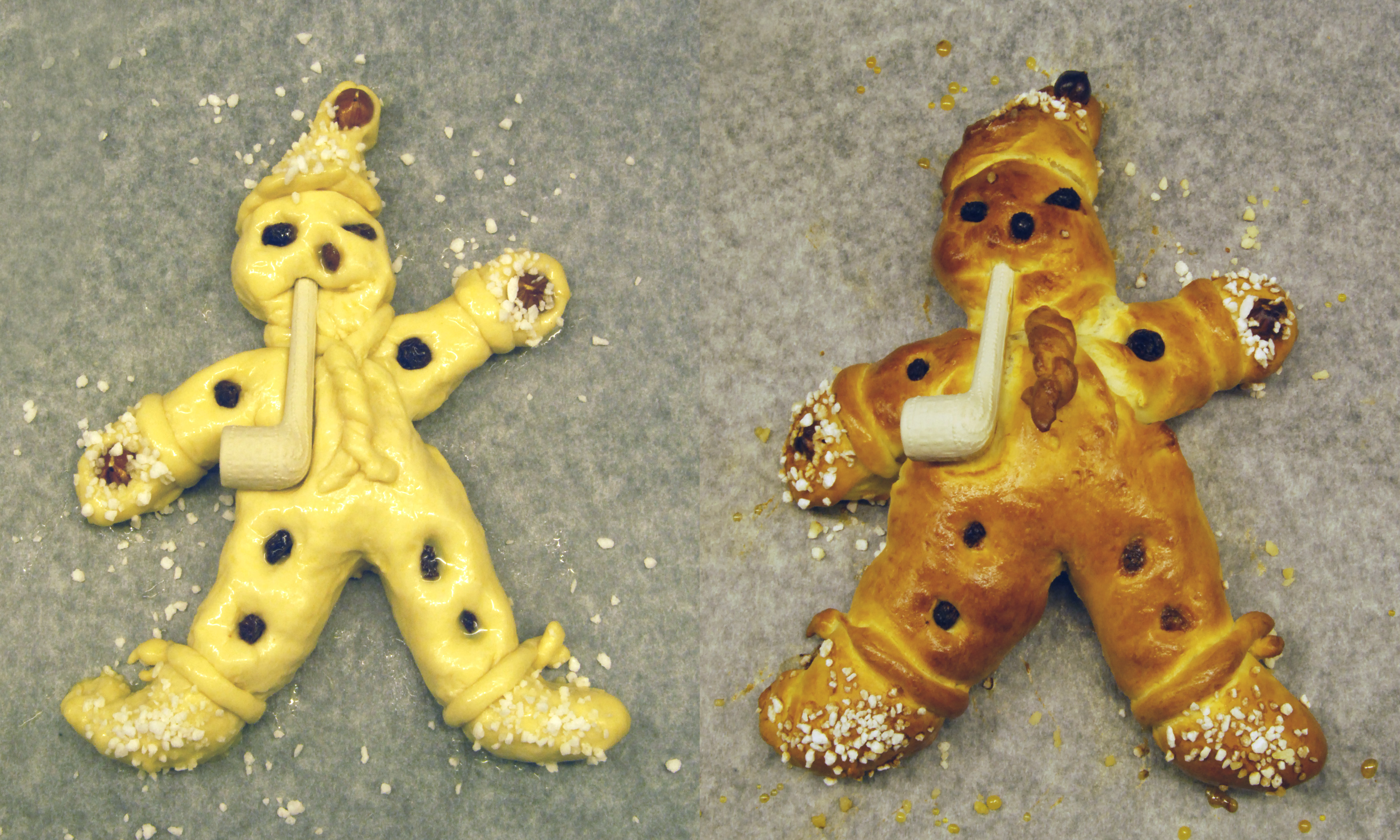
Неспечене та випікане дріжджове тісто чоловік

Dambedei, Grättimaa, Grittibänz, Hefekerl, Klausenmann, Krampus, Stutenkerl або Weck(en)mann — різновид хліба з дріжджового тіста.
Печиво у формі стилізованого чоловічка має свій основний сезон в осінньо-зимовий період. У значній частині німецькомовного світу його готують і їдять — залежно від регіону — на День Святого Мартина 11 листопада (у багатьох регіонах його частіше називають Мартінсбрецель) або на День Святого Миколая 6 грудня. 
У деяких інших регіонах його їдять і в січні або взагалі не залежать від дат. Зовнішня форма відноситься до єпископа (шапочка до митри, трубка для пастуха/посох єпископа, родзинки для «пишноти»/прикраси) — в залежності від регіону до єпископа Миколи Мирлікійського та його дня пам'яті 6 грудня або до святого Мартина. У минулому траплялися й інші згадки (див. нижче).
Використовується здебільшого підсолоджене дріжджове тісто (штутен). Випічку часто прикрашають родзинками для обличчя та планки на ґудзиках, іноді також посипають цукром, а також часто вставляють стилізовану глиняну трубочку.

## Імена
Випічка має багато різних назв. Weckmann, Weckmännchen, Weckenmann або Weckenmännchen широко поширений у Німеччині в Рейнланді та Саарі, Пфальці, Гессені та Баден-Вюртемберзі, Франконії та в інших частинах північної та частково східної Німеччини. Stutenkerl або Mare male застосовується, зокрема, у Нижній Саксонії, Шлезвіг-Гольштейні, Мекленбурзі та Вестфалії, тобто в регіоні, де термін mare є загальним варіантом хліба з родзинками. У південній Німеччині та Австрії ця випічка відома як Крампус, на честь страшила в супроводі Святого Миколая. У Східній Німеччині випічка, як правило, не дуже поширена. У німецькомовній Швейцарії випічка називається Grittibänz або Grättimaa.
Крім того, є позначення з регіональним впливом, які є менш поширеними: від Північного Ейфеля до Кельна його називають Pitschmann, у Бергіській землі Piefekopp, у західній Рурській області та Рейнській області більше Pumann, у діалектах Фірсена, Менхенгладбаху та їх ширших діалектах околиці Buckmann або Buggemann. У Оствестфалія-Ліппе та східній Мюнстерландії він також відомий як Piepenkerl (Піпенкерль). У північному Рейнланд-Пфальці його називають Дітц, у Північному Баден-Пфальці-Південному Гессені Дамбедей, Маддінсмендль або Хефекерль, а в Айхсфельді його називають Мартінсброт. У Гессені, особливо в Райнгау, є Weggbopp. У районі між Дунаєм і Лехом (Баварська Швабія та на північ від Боденського озера) людину з тіста називають Клаузенманном, а в районі навколо Брайзаха — Базельманном. У Базелі (і Південно- Західному Бадені) це Grättimaa, у західному Тургау та східному кантоні Цюрих Ельгермаа. У Люксембурзі його називають Boxemännchen (множина : Boxemanncher), в Ельзасі Manele (Männele) або Manala, у Франш-Конте та в Лотарингії Жан Боном. Нарешті, у Нідерландах говорять про Buikman, Wekkeman, Weckman, Weggekèl, Mikkeman, Stevensman, Piepespringer або Ziepesjprengert.
Назви Stutenkerl і Weckmann описують тип тіста та форму тіста: маленький чоловічок із борошна, цукру, жиру та дріжджів (Stuten) або з борошна, солі, дріжджів та води (Wecken). Клаузенман походить від імені Святого Миколая. Бакманн означає товсте черево тістоміра. Grittibänz і Grättimaa означають розставлені ноги пекаря. Dambedei — неясного походження, але в передній кінцівці міг бути той самий детермінант, що і в Dambelhans «незграбна, неповоротка людина». Такі позначення, як маленька людина та загальне основне слово -mann у Buckmann, Weckmann або Klausenmann та -kerl у Stutenkerl, стосуються людської фігури випічки.

## Походження, значення та звичаї
Фігурка з печива, ймовірно, спочатку зображала єпископа (св. Миколая або св. Мартіна), сучасна глиняна люлька, яка в основному додається до північнонімецьких варіантів і рейнського Weckmännern для св. Мартіна, повинна зображати жезл єпископа. Вважається, що вона походить з часів розквіту сажотрусів у Європі в 17-18 століттях, і, можливо, на неї вплинула Реформація, спрямована на секуляризацію католицьких символів. Широко розповсюджений Штутенкерль тримав руку на трубі, яка також вважається «символом мужності».
В інших регіонах, таких як німецькомовній Швейцарії, Grittibänz традиційно не має свистка; він — або навіть стрижень — додається пекарнями лише з недавніх часів. Ототожнення зі святим Миколаєм або святим Мартіном також не у всіх регіонах; наприклад, в Золотурні в XIX столітті випічка показала «разючу схожість» з національним святим, лицарем святим Урсусом. У давніші часи жіночі постаті аж ніяк не були рідкістю, як, наприклад, у вислові святого Миколая цюрихського реформатора Генріха Буллінгера від 1546 року: «Der Felix nehm zem ersten s'Horn, Das Frowli [Fräulein] esse er erst morn».
Подекуди тістового чоловічка їдять не на Миколая, а на св. Мартіна. Наприклад, у Рейнській області, в Рурській області, в Гессені, у Вестфалії, в регіоні Рейн-Неккар, в (католицькому) Айхсфельді або в (протестантській) Равенсбергерській землі.У Бікенріде — Weckmann дають під час колядування на Святого Мартіна або їдять після ходи Святого Мартіна. У кантоні Золотурн, з іншого боку, в 19 столітті Grittibänz (Гріттібанц) зазвичай випікали тільки в період між Різдвом і Днем Святого Себастьяна (20 січня) печений. У місті Базель Grättimaa (Граттімаа) раніше їли на Різдво, перенесення на 6 грудня відбулося лише у 20 столітті.

Штутенкерль — один із серії фігурних хлібів, які в ранньому середньовіччі давали замість причастя тим, хто каявся, і хворим, які не приймали Євхаристії. У східноєвропейській православній літургії цей звичай зберігся до сьогодні.

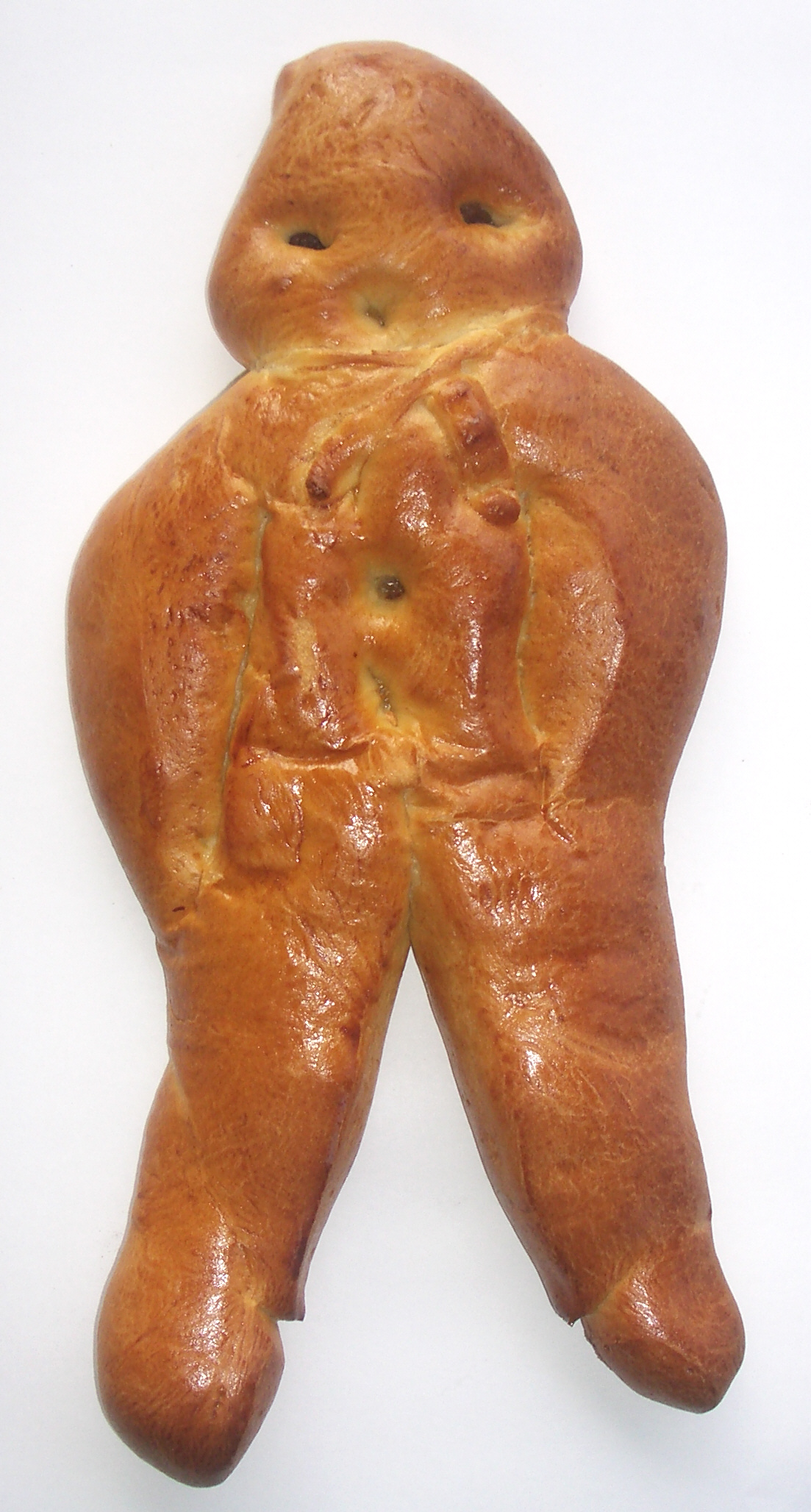
«Клаузенман» із Верхньої Швабії
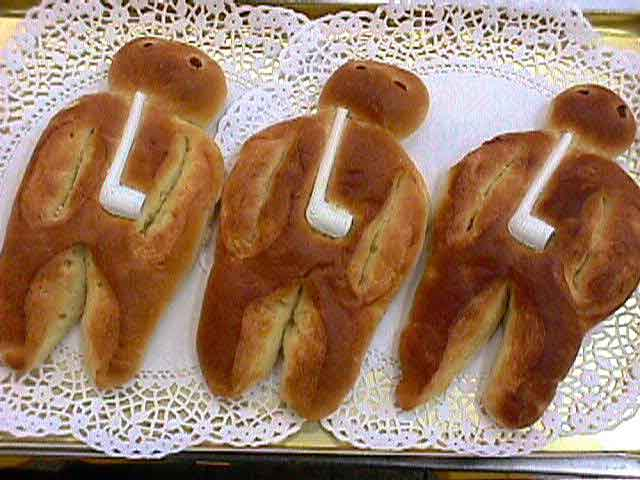
Тривожні чоловічки глиняними свистками
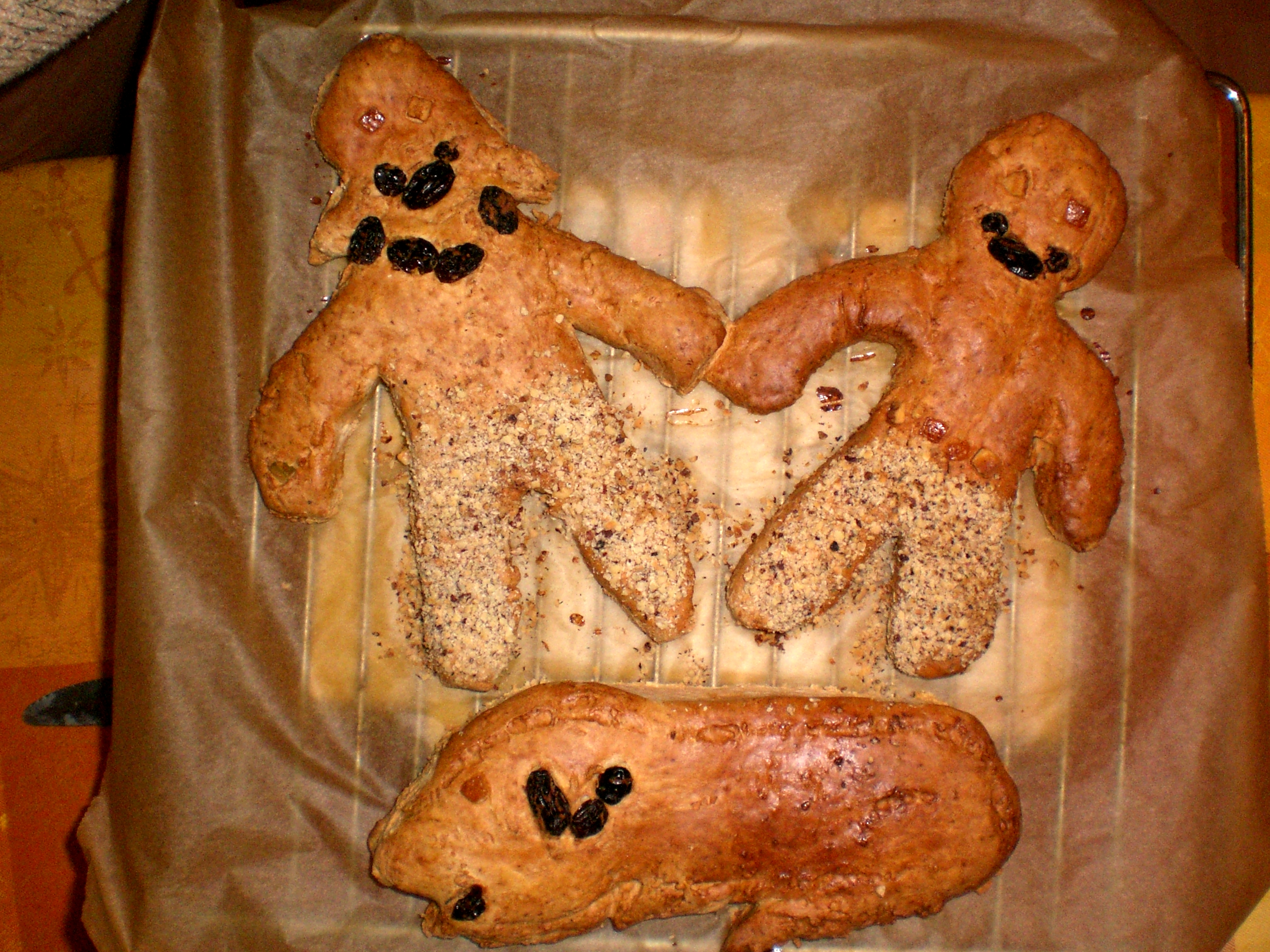
Домашнє дріжджове тісто пара з собакою
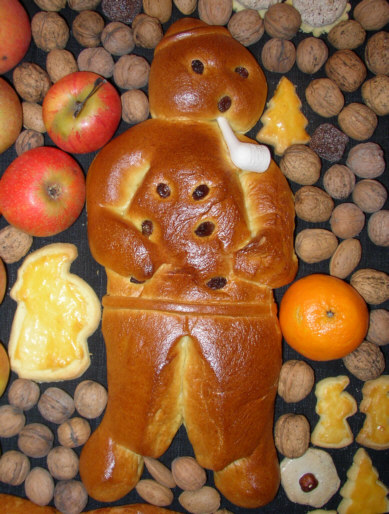
Базельман
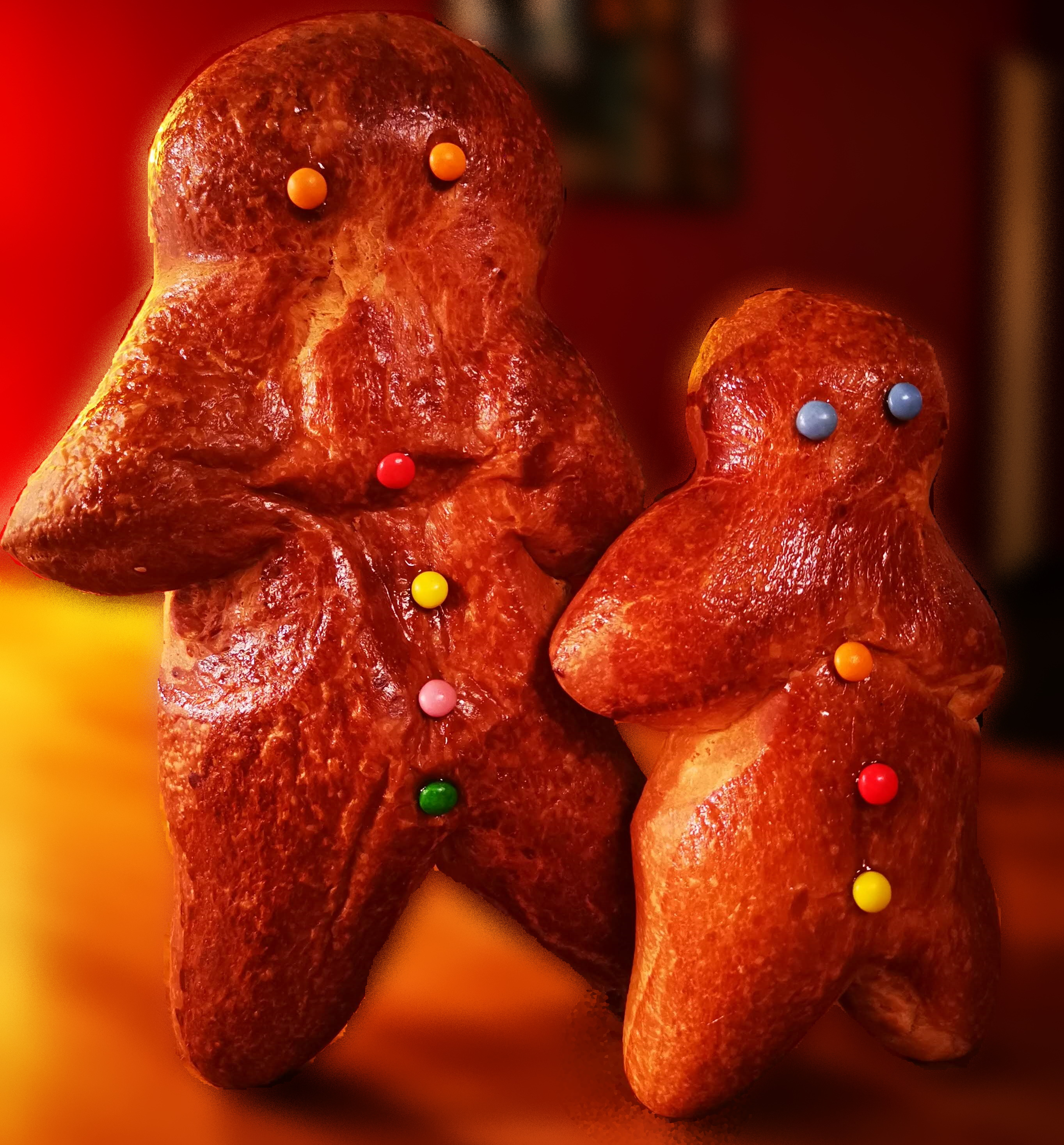
«Boxemanncher» з Люксембургу